# Roms grundlæggelse
Roms grundlæggelse var en forhistorisk begivenhed eller proces, der senere blev stærkt udsmykket af romerske historikere og digtere gennem forskellige legender og mytologi. Arkæologiske fund indikerer, at Rom udviklede sig fra en gradvise forening af flere landsbyer på bakketoppe under den sen bronzealder eller tidlig jernalder (omkring det 10. århundrede f.Kr. ). Forhistorisk beboelse af den italienske halvø fandt sted for 48.000 år siden, og området omkring Rom blev beboet omkring 1600 f.Kr. Nogle arkæologiske fund på Kapitolhøjen kan muligvis dateres så tidligt som ca. 1700 f.Kr., og den nærliggende dal – der senere husede Forum Romanum – havde en udviklet nekropol fra i hvert fald 1000 f.Kr. Kombinationen af bakketoppenes bebyggelser indtil én enkelt statsenhed i det senere 8. århundrede f.Kr. var sandsynligvis påvirket af tendensen til bystatsdannelse, der opstod fra oldtidens Grækenland.
I henhold til romerske historiker Livius blev Rom først grundlagt den 21. april 753 f.Kr. af Roms første konge Romulus, men disse beretninger regnes for at være langt senere legendariske fortællinger. De ældste huse fundet på Palatinerhøjen stammer fra omkr. 900 f.Kr. og blev erstattet af nye og større i det 8. årh. f.Kr. Myten om Romulus bliver hverken modsagt eller bekræftet af de arkæologiske fund.

## Geografi
Ved overgangen mellem bronzealder og jernalder, ca. 10. årh. f.Kr. voksede befolkningstalet i Mellemitalien, og større bebyggelser voksede frem, især på bakketoppene. Rom ligger placeret strategisk vigtig 25 km oppe ad Tiberen, hvor floden slynger sig gennem et svært fremkommeligt og sumpet landskab, indtil den når frem til de frugtbare, vulkanske bakker i Latium, hvor Rom ligger. Her bliver flodens løb langt nemmere, og samtidigt er det sjældent muligt at besejle floden længere oppe af Tiberen. Rom var det vigtigste overfartssted på floden, som deler kystsletten.

## Arkæologi
Arkæologiske fund fra perioden 8.-7. årh. f.Kr. tyder på, at der i Mellemitalien opstod tre geografisk adskilte grupper: én nord for Tiberen (Etruria), én syd for (Latium) og én i Appenninerne (Samnium), der udviklede hvert sit sprog, henholdsvis (etruskisk, latin og oskisk). Udgravninger har vist, at hver af de tre grupper bestod af et forbund eller en alliance mellem en selvstændige bystater, som blev styret af en landbesiddende overklasse. Nu begyndte den fønikiske og græske indflydelse i Italien at blive stærk, da grækerne anlagde kolonier i Syditalien, og fønikiske og græske købmænd begyndte at drive en omfattende handel.
I løbet af 6. årh. f.Kr. blev byen Rom til en magtfaktor i området. Det ses af, at Jupitertemplet på Kapitolhøjen nu var det største i hele det italo-etruskiske område, at store palæer af sten blev bygget i byen, og at en ny bymur blev opført, som omkransede et større areal end nogen anden by i hele Italien. Allerede på dette tidspunkt kontrollerede Rom store dele af Latium
Myten om Roms grundlæggelse, som den kendes i senere perioder af Romerrigets historie, er en sammenskrivning af flere uafhængige myter. Titus Livius begynder fx sit værk om Roms historie med fortællingen om Romulus og Remus, mens Vergil med sin Æneide giver romerne en lige så glorværdig forhistorie som grækerne, inspirationen er hentet fra de græske fortællinger Iliaden og Odysseen. Æneas og hans familie grundlægger ifølge Vergil med guddommelig hjælp flere trojanske kolonier i Latium, herunder Alba Longa, hvorfra Romulus og Remus siges at stamme. De to beretninger placeres af forfatterne i to forskellige epoker og udelukker ikke hinanden.
I ældre udgaver af myten om Æneas, grundlægger han dog selve Rom, og de senere beretninger, som vi kender fra både Livius, Vergil og Ovid må være et resultat af et senere forsøg på at lave en logisk tilpasning mellem de to historier.
Den ubrudte linje i romernes historie fra den mytiske til den historiske tid blev i høj grad brugt politisk, så de fornemste romerske familier gerne nedstammede fra de skikkelser, som optræder i myterne; Julius Cæsar lagde fx stor vægt på sit slægtskab med gudinden Venus via helten Æneas’ søn Iulus (også kaldet Ascanius). En officiel nedskrivning af de mundtligt overleverede myter blev brugt af romerske herskere til at cementere en forbindelse til fortidens helte. Således brugte Augustus, Cæsars adoptivsøn, Livius’ og Vergils værker til at understøtte sin legitimitet til magten.